# Roger Pouivet
Roger Pouivet est un philosophe français né le 5 mai 1958 à Guer-Coëtquidan (Morbihan). 

## Biographie
Il est professeur émérite de philosophie à l'Université de Lorraine et membre honoraire de l'Institut universitaire de France. Il est actuellement professeur invité à l'Université Catholique de Louvain, à la Faculté de Théologie.    
Il est l'ancien directeur des Archives Henri-Poincaré - Philosophie et Recherches sur les Sciences et les Technologies (UMR 7117, CNRS), dont il est toujours membre.   
Il a enseigné comme professeur Erasmus à l'Université d'Islande (Reykjavik), à l'université Nicolas Copernic de Torun (Pologne). Il a été James Collins Visiting Professor à Saint Louis University (Missouri) en 2014. 
Roger Pouivet est co-directeur de la collection "Chemins philosophiques", et co-directeur de la collection "Aesthetica". Il a été l'éditeur pour la France de l'European Journal for Philosophy of Religion et il est membre de l'editorial board de New Blackfriars.

## Conceptions philosophiques
Ses travaux se situent dans les domaines de la philosophie de l'art et de l'esthétique (en particulier des questions d'ontologie et de métaphysique de l'art), de l'épistémologie des croyances (notamment des croyances religieuses), de la philosophie de la religion, de la métaphysique et, aussi, de la philosophie polonaise (École de Lvov-Varsovie, Cercle de Cracovie). 
Il est présenté parfois comme un thomiste analytique : ce qui revient à retrouver dans le cadre de la philosophie analytique les thèses et les arguments centraux de la pensée de Thomas d'Aquin. Son travail ne relève cependant pas de l'histoire de la philosophie. Aussi bien dans le domaine de l'esthétique, de la philosophie de l'art, de la métaphysique, de l'épistémologique et de la philosophie morale, il tend à défendre des thèses réalistes mais non platoniciennes.  
En épistémologie des croyances religieuses, il défend la thèse que le croyant n'a pas vraiment à présenter des justifications de ce qu'il croit sans pour autant que ce soit en rien irrationnel. Ce qui suppose une éthique intellectuelle qu'il a récemment développée en montrant quel est le rôle des vertus dans la vie intellectuelle. 
Roger Pouivet a un intérêt particulier pour la philosophie polonaise et en particulier pour le "Cercle de Cracovie".
En 2025 a paru Du beau, du bon, du vrai, du Pouivet, Mélanges pour Roger Pouivet (sous la direction de Chistophe Bouriau et Anthony Feneuil, Éditions de l'Université de Lorraine). Ses idées y sont présentées et discutées. 

## Publications
- Esthétique et logique, Bruxelles : Mardaga : Bruxelles 1996.
- Après Wittgenstein, saint Thomas, Paris : Presses universitaires de France, 1997, rééd, Paris : Vrin, 2014.
- L'ontologie de l'œuvre d'art : une introduction, Nîmes : J. Chambon, 1999.
- Questions d'esthétique, avec J.-P. Cometti et J. Morizot, Paris: Puf, 2000.
- L'œuvre d'art à l'âge de sa mondialisation : un essai d'ontologie de l'art de masse, Bruxelles : La lettre volée, 2003.
- Qu'est-ce que croire ?, Paris : J. Vrin, 2003.
- Le réalisme esthétique, Paris : Puf, 2006.
- Qu'est-ce qu'une œuvre d'art ?, Paris : J. Vrin, 2007.
- Philosophie contemporaine, Paris : Presses universitaires de France, 2008, coll."Quadrige", 2018.
- L'ontologie de l'œuvre d'art, Édition :  2e éd. revue et corrigée, Paris : J. Vrin, 2010.
- Philosophie du rock : une ontologie des artefacts et des enregistrements, Paris : Puf, 2010. (traduction en chinois)
- La philosophie de Nelson Goodman , avec Jacques Morizot, Paris : J. Vrin, 2011.
- Épistémologie des croyances religieuses, Paris :  Éd. du Cerf, 2013. (Prix Victor-Delbos 2014 de l'Académie des sciences morales et politiques)

- L'Art et le désir de Dieu, une enquête philosophique, Rennes : PUR, 2017.
- L'éthique intellectuelle. Une épistémologie des vertus, Paris : Vrin, 2020.
- Du mode d'existence de Notre-Dame. Philosophie de l'art, religion et restauration, Paris : Ed. du Cerf, 2022.
- La cohabitation des religions, Pourquoi est-elle si difficile ?, Rennes : PUR, coll. "Épures", 2024.

### Édition scientifique
- Lire Goodman : les voies de la référence, Combas : Éd. de l'Éclat, 1992
- Analyse et théologie : croyances religieuses et rationalité, avec Sacha Bourgeois-Gironde, Bruno Gnassounou, Paris : J. Vrin, 2002
- Esthétique contemporaine : art, représentation et fiction, avec Jean-Pierre Cometti, Jacques Morizot, Paris : J. Vrin, 2005
- La philosophie en Pologne : 1918-1939, avec Manuel Rebuschi, Paris : J. Vrin, 2006
- Ce que l'art nous apprend : les valeurs cognitives dans les arts, avec Sandrine Darsel, Rennes : PUR, 2008
- Dictionnaire d'esthétique et de philosophie de l'art, avec Jacques Morizot, Paris : A. Colin, 2007
- Philosophie de la danse, avec Julia Beauquel, Rennes : PUR, Presses universitaires de Rennes, 2010
- Philosophie de la religion : approches contemporaines, avec Cyrille Michon, Paris : J. Vrin, 2010
- The Right to Believe : Perspectives in Religious Epistemology, avec Dariusz Łukasiewicz, Frankfurt/Main : Ontos, 2012
- European Journal for Philosophy of Religion, Special Issue "Epistemology of Atheism", Guest Editors : Roger Pouivet & Darek Lukasiewicz, vol. 7, n°1, 2015.
- Revue de Théologie et de Philosophie, Religion et Rationalité (avec Anthony Feneuil), vol. 149/2017, I-II.
- European Journal for Philosophy of Religion, "New Essays in Epistemology of Religion", Guest editors : Roger Pouivet & Darek Lukasiewicz, vol. 10, n°1, 2018.
- Épistémologie de l'esthétique. Perspectives et débats, avec V. Granata, Presses  Universitaires de Rennes, 2020